# 高橋慶太郎
高橋 慶太郎（たかはし けいたろう、1978年 - ）は、日本の漫画家、イラストレーター。神奈川県出身。子供の頃についていたあだ名は「浜慶」。「慶」が使われているだけの店の名前からとったもの。多摩美術大学美術学部グラフィックデザイン学科中退。

## 来歴
1999年に投稿作品『Ordinary±』が講談社のアフタヌーン四季賞に準入選、『アフタヌーンシーズン増刊』に掲載されデビューとなる。『Ordinary±』は同誌で連載化したが、まもなく雑誌休刊のため中断し、その後本誌『月刊アフタヌーン』に一度読み切りとして登場したものの、未完のまま終了となった。同作は出版社を改め、2007年11月19日に小学館GXコミックスより単行本化された。
『月刊サンデージェネックス』（小学館）にて『ヨルムンガンド』の連載が開始されるまでの空白期間、東京ポンポン堂名義での同人活動や、数本の読み切り、小説の挿絵（集英社スーパーダッシュ文庫・砂浦俊一著、『隣のドッペルさん』シリーズほか）の仕事などをしていた。
2006年に戦場を渡り歩く武器商人と傭兵達の旅を描いた『ヨルムンガンド』が連載開始、同年11月17日に第1集が初の単行本として小学館から発売された。同作品は2012年に連載終了（全11巻）、また同年4月にはテレビアニメ化された。
2012年4月から2016年4月まで『月刊サンデージェネックス』にて、女子高生の殺し屋をメインとしたガンアクション『デストロ246』（全7巻）を連載。
2017年1月より『月刊サンデージェネックス』にて、「箱」の御使いとあるじたちによるマネーバトルを描く『貧民、聖櫃、大富豪』を連載し、2021年より休載。
鋭角的な描線や、ベタを多用した作画、緻密な銃器や兵器などの小道具といった描写が特徴。

## 主な作品

### 漫画
- Ordinary±（『アフタヌーンシーズン増刊』2002年11号 - 14号）
  - Ordinary±梟-オウル-（『月刊アフタヌーン』2005年2月号、『月刊サンデーGX』2008年1月号付録冊子、再掲）
- NIPPON TRIBUNE TRANSACTION（『コミックブレイドGUNZ』2004年Vol.2）
- ヨルムンガンド（『月刊サンデーGX』2006年5月号 - 2012年2月号[3]）
- デストロ246（『月刊サンデーGX』2012年5月号[4] - 2016年5月号[5]）
  - デストロ016（『月刊サンデーGX』2021年5月号[6] - ） - 『デストロ246』の前日譚[6]。
- 貧民、聖櫃、大富豪（『月刊サンデーGX』（2017年1月号[7] - 2020年12月号（休載中[8]））

### イラスト
- 隣のドッペルさんシリーズ（著：砂浦俊一、挿絵担当）

### ゲーム
- Fate/Grand Order - 一部キャラクターデザイン[9]

## その他
- 自画像はトリ。好物は鶏肉料理（公式サイトより）
- 銃撃戦漫画を描くきっかけになったのは、伊藤明弘の『ベル☆スタア強盗団』と、木葉功一の『キリコ』（座談会企画より）。
- 2006年12月のインタビューで、「セリフは俳句だと思う」「8×3でフキダシに収めろと講談社時代に教えられた」旨の発言がある。